# Orquesta Sinfónica de Tenerife

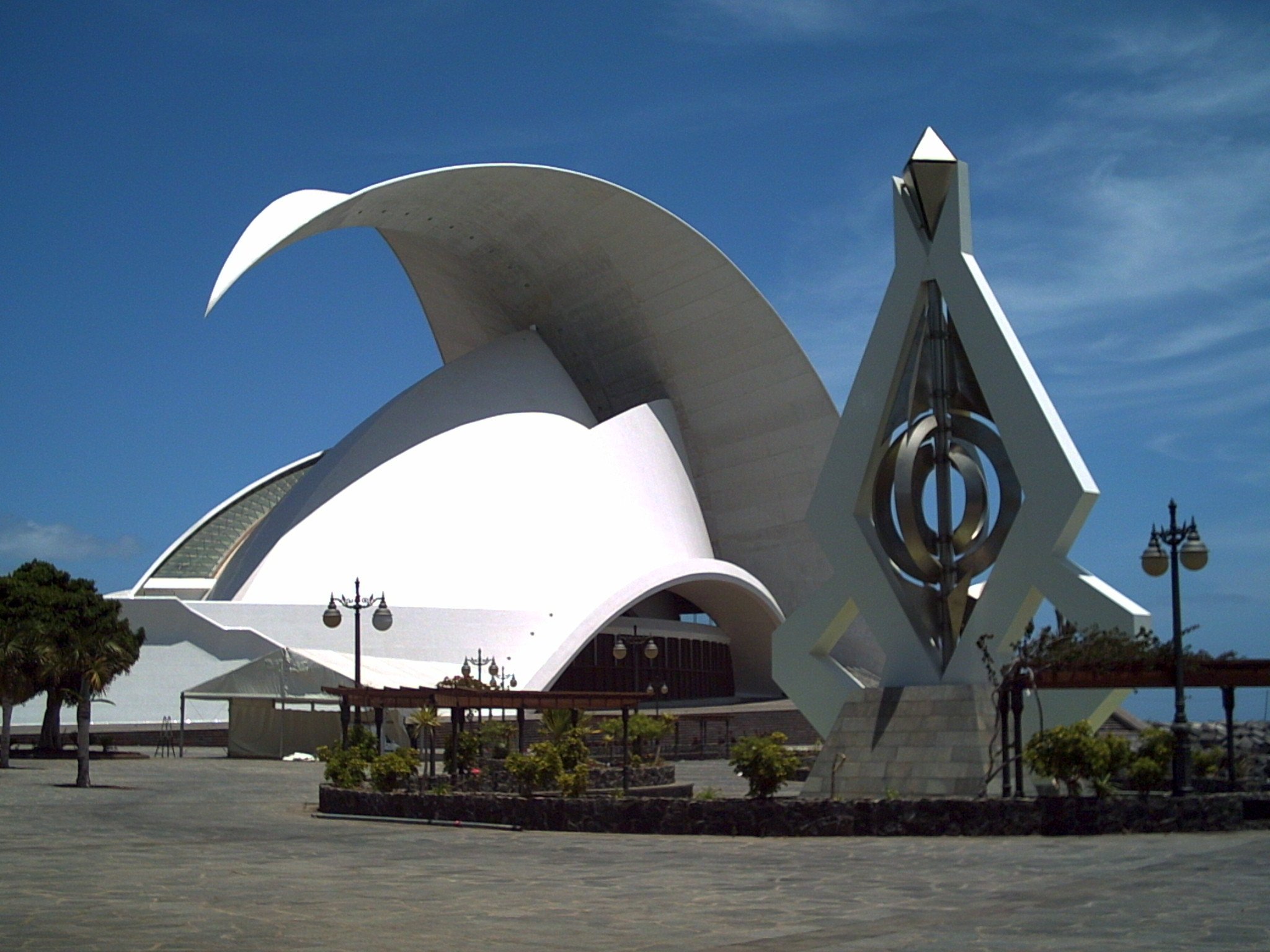
Auditorio de Tenerife.

La Orquesta Sinfónica de Tenerife (OST) (Tenerife, Canarias, España) nace en 1935 con el nombre de Orquesta de Cámara de Canarias. Es en 1970 cuando recibe la denominación de Orquesta Sinfónica de Tenerife (OST) que se mantiene hasta hoy en día. La temporada de abono la realiza en el Auditorio de Tenerife en la ciudad de Santa Cruz de Tenerife.
La Orquesta Sinfónica de Tenerife es un organismo adscrito al Cabildo de Tenerife a través del Patronato Insular de Música. Este patronato cuenta con un presupuesto financiado en un 95% por aportaciones anuales del Cabildo de Tenerife. El resto del presupuesto se financia con la venta de entradas. Además, la OST es miembro de la Asociación Española de Orquestas Sinfónicas AEOS.
La Orquesta Sinfónica de Tenerife es considerada por la crítica como una de las mejores orquestas sinfónicas del panorama español. Gran parte de este prestigio se debe a la figura del maestro burgalés Víctor Pablo Pérez, quien la dirigió desde 1986 durante 20 años. Desde el año 2006 hasta el 2010 el chino Lü Jia fue el nuevo director artístico y a partir del 2012 hasta el 2016 el director polaco Michal Nesterowicz. 
Esta agrupación orquestal ha recorrido las principales salas sinfónicas de España, Alemania o el Reino Unido y China, donde ha trabajado con artistas como Krystian Zimerman, Mischa Maisky o Gil Shaham entre otros, que no han dudado en resaltar la excepcionalidad de su sonido y cohesión instrumental.
Cuenta con un total de 34 grabaciones discográficas.

## Historia
El origen de la Orquesta Sinfónica de Tenerife se debió, por un lado, a un conjunto de aficionados vinculados en un inicio al Círculo de Bellas Artes, lugar donde organizaron una pequeña orquesta de cuerda en la tercera década del siglo pasado; y por otro, a la posterior agrupación que surgió dentro de las clases de composición y conjunto instrumental del Conservatorio de Música. El maestro Santiago Sabina Corona, que posteriormente se convertiría en el director de la orquesta hasta su muerte, fue capaz de reunir a los casi cuarenta músicos que integraban esta agrupación de entre alumnos, músicos aficionados y profesionales que se presentaron a la sociedad el 16 de noviembre de 1935 en el Teatro Guimerá de Santa Cruz de Tenerife bajo el nombre de Orquesta de Cámara de Canarias.
Con la conclusión en 1939 de la Guerra Civil, se fundó una sociedad que aunque aseguraba la supervivencia de la orquesta, también limitaba la entrada a los diferentes conciertos que este caso se restringía exclusivamente a sus socios, con la única salvedad de los llamados conciertos populares.
El edificio sede de sus actuaciones era habitualmente (hasta la inauguración del Auditorio de Tenerife) el Teatro Guimerá, no obstante también se presentó ocasionalmente en otros perímetros como el Teatro Leal en La Laguna, el Hotel Taoro de La Orotava o el Parque Recreativo en Santa Cruz.
Aproximadamente en torno a 1945 y principalmente en la década venidera se incrementó el grado de actividad de la orquesta con la contratación de solistas de cierta popularidad. Entre ellos, primordialmente pianistas, violinistas, y cantantes como José Cubiles, Alicia de Larrocha o Victoria de los Ángeles.
Con el fallecimiento en 1966 del maestro Sabina se iniciaba un período que comprendería desde 1968 hasta 1985, en el que la batuta de Armando Alfonso imprimiría una mayor variedad en la elección de las obras. En esta época también se asistió a dos hechos que caracterizaron el devenir de la agrupación como fueron el cambio de nombre de Orquesta de Cámara de Canarias a Orquesta Sinfónica de Tenerife y el relevo en su titularidad, ya que a comienzos de los años 80 pasó a depender del Cabildo de Tenerife.
A mediados de los años 80 se dio el paso preliminar para completar la profesionalización de la orquesta, con la contratación de los primeros músicos extranjeros. Esta iniciativa se prolongó con los siguientes directores, Edmon Colomer en la temporada 1985-86, y a partir de 1986 con Víctor Pablo Pérez (actual Director Honorario de la orquesta). Bajo su dirección hasta 2006, la Orquesta Sinfónica de Tenerife llegó a sus más altas cotas en la escala de las formaciones nacionales e internacionales.

## Directores
- Santiago Sabina Corona (1935-1966)
- Agustín León Villaverde (1966-1968) (Violinista y concertino)
- Armando Alfonso (1968-1985)
- Edmón Colomer (1985-1986)
- Víctor Pablo Pérez (1986-2006) (Director honorario)
- Lü Jia (2006-2012)
- Michal Nesterowicz (2012-2016)
- Antonio Méndez (2019-2021)

## Premios
La OST tiene en sus vitrinas importantes premios y reconocimientos como son el Grand Prix de l’Academie francaise du disque lyrique, el Cannes Classical Awards, el Diapason D’Or (en 1994 y 1995), y el Choc de Le Monde de la Musique. Todos, premios concedidos a nivel internacional. A nivel nacional ha sido galardonada con el Premio Ondas en sus ediciones de 1992 y 1996.